# Philippe Cornaz
Philippe Cornaz, né en 1957, est un musicien vaudois, vibraphoniste ; il est également enseignant et directeur de l'école de jazz et musique actuelle.

## Biographie
Philippe Cornaz, musicien vaudois établi à Genève, d'abord formé comme instituteur, suit une formation musicale de vibraphoniste à la Berkeley School of Music de Boston, dont il reçoit un diplôme de fin d'études. Il y est l'élève de Gary Burton.
Outre son implication de longue date dans de nombreux concerts et ses enregistrements de jazz, en particulier au sein du Ken Wood Octet (Ken Wood Octet, Air Mail Special!, Like Music, 2006) ou en compagnie de Michel Bastet et de Raúl Esmerode, dans l'album D'ailes fines (Altrisuoni, 2001), Philippe Cornaz, professeur de l’école de jazz et de musique actuelle de Lausanne (EJMA) est surtout connu pour avoir dirigé cette institution lors des crises qu'elle a traversées entre 1999 et 2006. C'est en effet lui qui est choisi, avec François Allaz, parmi les professeurs de l’École, pour remplacer son fondateur Christo Christov, musicien de talent mais mauvais gestionnaire. Il signe en 2004 un accord de coopération avec l'école jumelle de Montreux, démarche inscrite dans le projet d'obtention d'une reconnaissance européenne de l'EJMA. C'est, paradoxalement, cette démarche qui met un terme au mandat de Philippe Cornaz ; professeur et directeur apprécié, il se voit confier en janvier 2006 la direction des seules filières non-professionnelles, la séparation des deux filières étant nécessaire à l'obtention de la mention HEM, les filières professionnelles étant confiées, sans mise au concours, à George Robert, saxophoniste et directeur sortant de la Swiss Jazz School de Berne.

## Sources
- « Philippe Cornaz », sur la base de données des personnalités vaudoises sur la plateforme « Patrinum » de la Bibliothèque cantonale et universitaire de Lausanne.
- ""Tri-bal-Réunion" par le collectif de Pas Possible!", Le Temps, 2009/12/19
- System, "L'École de jazz s'offre une star sur fond de crise", Le Matin, 2006/01/20, p. 11
- Robert, Arnaud, "Le jazz et les musiques actuelles ont leur palais", Le Temps, 1999/09/24
- Corbaz, "Ken Wood tire une ultime révérence au jazz", Le Matin, 2006/11/21, p. 34
- Menetrey, Viviane, "Les profs de l'École de jazz prêts à faire la grève", 24 Heures, 2006/06/27, p. 24
- Brandt, Thierry, Nappey, Grégoire, "Les profs et le patron de l'École de jazz s'accordent sur le projet de Haute École mais se déchirent sur les méthodes", 24 Heures, 2006/01/31, p. 23
- Jacot-Descombes, Christian, "Nommé directeur de l'EJMA, Philippe Cornaz veut remettre l'élève au milieu de l'école", Le Temps, 1999/07/21
- "L'EJMA ambitionne de devenir l'un des plus grands centres de formation des musiciens d'Europe", Le Temps, 1999/01/15. SOURCES: 24 Heures 28.11.02, p. 34 photo
- 19.11.04, p. 24 avec photo
- Le Temps 21.07.99 [jh/2005/02/08]